# Мендзибуж (гміна)
Гміна Мендзибуж (пол. Gmina Międzybórz) — місько-сільська гміна у південно-західній Польщі. Належить до Олесницького повіту Нижньосілезького воєводства.
Станом на 31 грудня 2011 у гміні проживало 5122 особи.

## Територія
Згідно з даними за 2007 рік площа гміни становила 88.62 км², у тому числі:
- орні землі: 47.00%
- ліси: 41.00%

Таким чином, площа гміни становить 8.44% площі повіту.

## Населення
Станом на 31 грудня 2011:
| Опис     | Загалом | Загалом | Чоловіки | Чоловіки | Жінки | Жінки |
| -------- | ------- | ------- | -------- | -------- | ----- | ----- |
| одиниця  | осіб    | %       | осіб     | %        | осіб  | %     |
| все      | 5122    | 100     | 2527     | 49.34    | 2595  | 50.66 |
| міське   | 2375    | 100     | 1156     | 48.67    | 1219  | 51.33 |
| сільське | 2747    | 100     | 1371     | 49.91    | 1376  | 50.09 |

## Сусідні гміни
Гміна Мендзибуж межує з такими гмінами: Кобиля Ґура, Сицув, Сосне, Твардоґура.